# OTs-27 Berdysh
OTs-27 Berdysh (ОЦ-27 Бердыш) là loại súng ngắn bán tự động được phát triển bởi TSKIB SOO (một phần của cục Konstruktorskoe Buro Priborostroeniya (Конструкторское бюро приборостроения)) vào năm 1994 cho cuộc thử nghiệm Grach với dự tính thay thế khẩu Makarov PM cho quân đội Nga. Theo các thông số kỹ thuật ban đầu, OTs-27 được sản xuất như là một loại súng sử dụng nhiều loại đạn như 7,62×25 TT, 9×18 PM và 9×19 Para với khả năng thay nòng, lò xo và hộp đạn. Vì nhiều lý do khác nhau OTs-27 đã bị loại khỏi cuộc thử nghiệm Grach, nhưng việc phát triển vẫn tiếp tục với kết quả là chỉ sử dụng được hai loại đạn là 9×18 PM và 9×19 Para. Hiện súng được chế tạo với số lượng giới hạn và trang bị hạn chế cho các lực lượng cảnh sát.

## Thiết kế
OTs-27 sử dụng cơ chế blowback và hoạt động kép. Toàn bộ súng được làm bằng thép. Nòng súng có rãnh dốc dẫn đạn cố định và có thể dễ dàng tháo ra khỏi súng để thay bằng một nòng khác thích hợp cho loại đạn sử dụng. Lò xo đẩy khối trượt nằm bao quanh nòng súng cũng như có các miếng đệm nhựa giảm giật nằm trong khối trượt ở dưới nòng.
Nút khóa an toàn nằm ở hai bên súng trên khối trượt với ba chế độ là khóa, bắn và đưa búa điểm hỏa ra khỏi vị trí lên cò. Có thể khóa an toàn kể cả khi búa điểm hỏa ở vị trí lên cò vì cơ chế khóa sẽ khóa cố định búa và khối trượt. Hệ thống nhắm cơ bản của súng là điểm ruồi, mẫu nâng cấp có thanh răng dưới nòng súng để gắn các hệ thống hỗ trợ tác chiến như hệ thống nhắm laser hay đèn pin.